# ماندلا (هند)
ماندلا (به انگلیسی: Mandla) یک زیستگاه انسانی در هند است که در ناحیه ماندلا واقع شده‌است.

## خصوصیات
ماندلا ۴۹٬۴۶۳ نفر جمعیت دارد و ۴۴۵ متر بالاتر از سطح دریا واقع شده‌است.